# La Peau de chagrin (film, 1939)
Pour les articles homonymes, voir La Peau de chagrin (homonymie).
La Peau de chagrin (Die unheimlichen Wünsche) est un film allemand réalisé par Heinz Hilpert, sorti en 1939, adapté du roman La Peau de chagrin d'Honoré de Balzac.

## Synopsis
Après avoir perdu son dernier louis d'or au jeu, et alors qu'il envisage de se suicider, Raphaël de Valentin trouve chez un vieil antiquaire un objet qui peut réaliser tous ses vœux, mais qui rétrécit à chaque demande, et qui réduit d'autant la durée de vie de son possesseur.

## Fiche technique
- Titre : Die unheimlichen Wünsche
- Réalisation : Heinz Hilpert
- Scénario : Kurt Heuser
- Adaptation : Kurt Heuser d'après Honoré de Balzac
- Assistant réalisateur : Richard Angst
- Musique : Wolfgang Zeiler
- Pays de production :  Reich allemand
- Compagnie de production : Tobis-Filmkunst GmbH, Berlin
- Date de sortie : 6 octobre 1939
- Genre : drame fantastique
- Durée : 98 minutes

## Distribution
- Hans Holt : Raphaël de Valentin
- Käthe Gold : Pauline Gaudin de Witschnau
- Olga Tchekhova : la comtesse Fœdora
- Ewald Balser : Eugène de Rastignac
- Paul Dahlke : Melchior de Canalis
- Franz Pfaudler : le duc de Navarreins
- Calvert Carter : Andoche Finot
- Armin Schweizer : le notaire Cardot
- Oskar Schättiger : Émile Blondet

## Article annexe
- Liste des longs métrages allemands créés sous le nazisme